# Trochosa
Trochosa is een geslacht van spinnen uit de familie wolfspinnen (Lycosidae).

## Soorten
De volgende soorten zijn bij het geslacht ingedeeld:
- Trochosa abdita (Gertsch, 1934)
- Trochosa adjacens O. P.-Cambridge, 1885
- Trochosa albifrons (Roewer, 1960)
- Trochosa albipilosa (Roewer, 1960)
- Trochosa albomarginata (Roewer, 1960)
- Trochosa albopunctata (Mello-Leitão, 1941)
- Trochosa alviolai Barrion & Litsinger, 1995
- Trochosa annulipes L. Koch, 1875
- Trochosa aperta (Roewer, 1960)
- Trochosa aquatica Tanaka, 1985
- Trochosa arctosina Caporiacco, 1947
- Trochosa bannaensis Yin & Chen, 1995
- Trochosa beltran (Mello-Leitão, 1942)
- Trochosa bukobae (Strand, 1916)
- Trochosa cachetiensis Mcheidze, 1997
- Trochosa canapii Barrion & Litsinger, 1995
- Trochosa charmina (Strand, 1916)
- Trochosa corporaali (Reimoser, 1935)
- Trochosa dentichelis Buchar, 1997
- Trochosa entebbensis (Lessert, 1915)
- Trochosa fabella (Karsch, 1879)
- Trochosa fageli Roewer, 1960
- Trochosa garamantica (Caporiacco, 1936)
- Trochosa gentilis (Roewer, 1960)
- Trochosa glarea McKay, 1979
- Trochosa gravelyi Buchar, 1976
- Trochosa guatemala Chamberlin & Ivie, 1942
- Trochosa gunturensis Patel & Reddy, 1993
- Trochosa himalayensis Tikader & Malhotra, 1980
- Trochosa hirtipes Ponomarev, 2009
- Trochosa hispanica Simon, 1870
- Trochosa hoggi (Lessert, 1926)
- Trochosa hungarica Herman, 1879
- Trochosa immaculata Savelyeva, 1972
- Trochosa impercussa Roewer, 1955
- Trochosa infausta (Mello-Leitão, 1941)
- Trochosa insignis O. P.-Cambridge, 1898
- Trochosa intermedia (Roewer, 1960)
- Trochosa iviei (Gertsch & Wallace, 1937)
- Trochosa joshidana (Kishida, 1909)
- Trochosa kaieteurensis (Gertsch & Wallace, 1937)
- Trochosa kalukanai (Simon, 1900)
- Trochosa liberiana (Roewer, 1960)
- Trochosa longa Qu, Peng & Yin, 2010
- Trochosa lucasi (Roewer, 1951)
- Trochosa lugubris O. P.-Cambridge, 1885
- Trochosa magdalenensis (Strand, 1914)
- Trochosa magna (Roewer, 1960)
- Trochosa masumbica (Strand, 1916)
- Trochosa melloi Roewer, 1951
- Trochosa menglaensis Yin, Bao & Wang, 1995
- Trochosa minima (Roewer, 1960)
- Trochosa moluccensis Thorell, 1878
- Trochosa mossambicus (Roewer, 1960)
- Trochosa mundamea Roewer, 1960
- Trochosa niveopilosa (Mello-Leitão, 1938)
- Trochosa obscura (Roewer, 1960)
- Trochosa ochracea (L. Koch, 1856)
- Trochosa papakula (Strand, 1911)
- Trochosa paranaensis (Mello-Leitão, 1937)
- Trochosa pardaloides (Mello-Leitão, 1937)
- Trochosa parviguttata (Strand, 1906)
- Trochosa pelengena (Roewer, 1960)
- Trochosa persica (Roewer, 1955)
- Trochosa phyllis (Hogg, 1905)
- Trochosa praetecta L. Koch, 1875
- Trochosa presumptuosa (Holmberg, 1876)
- Trochosa propinqua O. P.-Cambridge, 1885
- Trochosa pseudofurva (Strand, 1906)
- Trochosa punctipes (Gravely, 1924)
- Trochosa quinquefasciata Roewer, 1960
- Trochosa reichardtiana (Strand, 1916)
- Trochosa reimoseri Bristowe, 1931
- Trochosa robusta (Simon, 1876)
- Trochosa ruandanica (Roewer, 1960)
- Trochosa ruricola (De Geer, 1778)
- Trochosa ruricoloides Schenkel, 1963
- Trochosa sanlorenziana (Petrunkevitch, 1925)
- Trochosa semoni Simon, 1896
- Trochosa sepulchralis (Montgomery, 1902)
- Trochosa sericea (Simon, 1898)
- Trochosa spinipalpis (F. O. P.-Cambridge, 1895)
- Trochosa suiningensis Peng et al., 1997
- Trochosa tangerana (Roewer, 1960)
- Trochosa tenebrosa Keyserling, 1877
- Trochosa tenella Keyserling, 1877
- Trochosa tenuis (Roewer, 1960)
- Trochosa terricola Thorell, 1856
- Trochosa unmunsanensis Paik, 1994
- Trochosa ursina (Schenkel, 1936)
- Trochosa vulvella (Strand, 1907)
- Trochosa werneri (Roewer, 1960)
- Trochosa wuchangensis (Schenkel, 1963)
- Trochosa wundurra McKay, 1979